# Gmina zbiorowa Boldecker Land
Gmina zbiorowa Boldecker Land (niem. Samtgemeinde Boldecker Land) – gmina zbiorowa położona w niemieckim kraju związkowym Dolna Saksonia, w powiecie Gifhorn. Siedziba administracji gminy zbiorowej znajduje się w miejscowości Weyhausen.

## Podział administracyjny
Do gminy zbiorowej Boldecker Land należy sześć gmin:
1. Barwedel
2. Bokensdorf
3. Jembke
4. Osloß
5. Tappenbeck
6. Weyhausen